# Tomoplagia rudolphi
Tomoplagia rudolphi är en tvåvingeart som först beskrevs av Lutz och Lima 1918.  Tomoplagia rudolphi ingår i släktet Tomoplagia och familjen borrflugor. Inga underarter finns listade i Catalogue of Life.